# ثامر رزوقي الشيخلي
ثامر رزوقي عبد الوهاب كاظم الشيخلي هو اقتصادي وسفير عراقي، ولد في بغداد سنة 1936 وتوفي سنة 2022.
مثل العراق في صندوق الأوبك للتنمية الدولية، كما شغل منصب وزير المالية بعد وفاة الوزير فوزي عبد الله القيسي سنة 1979، واستمر حتى أعفي وعين هشام حسن توفيق الياور في 14 آب 1983، كما شغل منصب وزير التخطيط بالوكالة بتاريخ 28 كانون الأول 1981، وبقي في المنصب حتى تعيين سامال مجيد فرج في 27 تموز 1982.
وهو من المؤسسين لجمعية رجال الأعمال العراقيين سنة 2001. حاليا هو مساهم في مصرف الاستثمار العراقي مع ولديه أحمد ومحمد، وأن ولده محمد عضو مجلس إدارة في المصرف، بينما شغل ثامر رزوقي رئاسة مجلس الإدارة سابقا.